# نولو (انتشارات)
نولو (انگلیسی: Nolo) یک شرکت انتشاراتی آمریکایی است که به نشر کتاب‌های راهنمای حقوقی می‌پردازد. این کتاب‌ها اکثراً شامل محتوای «خودانجام بده» بوده و به زبان ساده نگاشته می‌شوند. نقاط تحت پوشش نولو شامل مواردی مثل قانون مهاجرت، حقوق خانواده، قانون کار، روابط مستاجر-موجر، وصیت‌نامه، مالکیت فکری و قوانین ضد انحصار می‌شود. نولو در سال ۱۹۷۱ توسط رالف وارنر که فارغ التحصیل دانشگاه کالیفرنیا، برکلی بود، آغاز به کار کرد.